# Ronde van Italië 2019/Veertiende etappe
De veertiende etappe van de Ronde van Italië 2019 was een rit over 131 kilometer tussen Saint-Vincent en Courmayeur. Er wordt gereden over de klim naar Verrayes (6,7 kilometer aan 8 procent), de klim richting Verrogne (13,8 kilometer aan 7,1 procent), de Truc d'Arbe (8,2 kilometer aan 7 procent) en de Colle San Carlo (10,5 kilometer met 9,8 procent gemiddeld). Dan rest het peloton nog de 'makkelijke' slotklim naar Courmayeur (acht kilometer aan 3,2 procent). Naast de strijd om het klassement zal er gestreden worden om de bergtrui en tegen de tijdslimiet.
| Saint-Vincent – Courmayeur (131 km) |                    |                       |          |
| Plaats                              | Naam               | Ploeg                 | Tijd     |
| 1                                   | Richard Carapaz    | Movistar Team         | 4u02'23" |
| 2                                   | Simon Yates        | Mitchelton-Scott      | + 1'32"  |
| 3                                   | Vincenzo Nibali    | Bahrain-Merida        | + 1'54"  |
| 4                                   | Rafał Majka        | BORA-hansgrohe        | z.t.     |
| 5                                   | Mikel Landa        | Movistar Team         | z.t.     |
| 6                                   | Miguel Ángel López | Astana Pro Team       | z.t.     |
| 7                                   | Pavel Sivakov      | Team INEOS            | z.t.     |
| 8                                   | Primož Roglič      | Team Jumbo-Visma      | z.t.     |
| 9                                   | Joe Dombrowski     | EF Education First    | z.t.     |
| 10                                  | Damiano Caruso     | Bahrain Merida        | + 2'01"  |
|                                     |                    |                       |          |
| 12                                  | Bauke Mollema      | Trek-Segafredo        | + 4'04"  |
| 41                                  | Pieter Serry       | Deceuninck–Quick-Step | + 14'22" |

| Algemeen klassement |                    |                       |           |
| Plaats              | Naam               | Ploeg                 | Tijd      |
| Roze trui           | Richard Carapaz    | Movistar Team         | 58u35'34" |
| 2                   | Primož Roglič      | Team Jumbo-Visma      | + 7"      |
| 3                   | Vincenzo Nibali    | Bahrain-Merida        | + 1'47"   |
| 4                   | Rafał Majka        | BORA-hansgrohe        | + 2'10"   |
| 5                   | Mikel Landa        | Movistar Team         | + 2'50"   |
| 6                   | Bauke Mollema      | Trek-Segafredo        | + 2'58"   |
| 7                   | Jan Polanc         | UAE Team Emirates     | + 3'29"   |
| 8                   | Pavel Sivakov      | Team INEOS            | + 4'55"   |
| 9                   | Simon Yates        | Mitchelton-Scott      | + 5'28"   |
| 10                  | Miguel Ángel López | Astana Pro Team       | + 5'30"   |
|                     |                    |                       |           |
| 35                  | Pieter Serry       | Deceuninck–Quick-Step | + 39'12"  |

1e etappe ·
2e etappe ·
3e etappe ·
4e etappe ·
5e etappe ·
6e etappe ·
7e etappe ·
8e etappe ·
9e etappe ·
10e etappe ·
11e etappe ·
12e etappe ·
13e etappe ·
14e etappe ·
15e etappe ·
16e etappe ·
17e etappe ·
18e etappe ·
19e etappe ·
20e etappe ·
21e etappe
Startlijst · Eindstanden · Afbeeldingen